# روبين نيليسي
روبين نيليسي (بالهولندية: Robin Nelisse)‏ (25 يناير 1978 بروتردام في هولندا - ) هو لاعب كرة قدم هولندي في مركز الهجوم. شارك مع منتخب جزر الأنتيل الهولندية لكرة القدم. أما مع النوادي، فقد لعب مع إي زد ألكمار وفاينورد ونادي أوترخت ونادي ريد بل سالزبورغ ونادي كامبور.

## مسيرته الكروية
لعب روبين نيليسي خلال مسيرته الاحترافية مع 5 أندية في أربعة عشر موسمًا وسجل خلالها 103 هدف ضمن 326 مباراة. ولم يفز بأي موسم بالكأس وفاز في ثلاثة مواسم بالدوري.
خاض روبين نيليسي مسيرته مع نادي فاينورد في موسم 1997–98 ولمدة موسمين، مشاركًا في 14 مباراة سجل خلالها 4 أهداف. ثم انتقل إلى نادي كامبور في موسم 1999–00 لمدة موسم واحد، حيث شارك في 34 مباراة سجل خلالها 12 هدفًا. لينتقل بعدها إلى نادي إي زد ألكمار في موسم 2000–01 ليلعب معه خمسة مواسم، مشاركًا في 155 مباراة سجل خلالها 47 هدفًا. ثم انتقل إلى نادي أوترخت في موسم 2005–06 واستمر معه طيلة ثلاثة مواسم، مشاركًا في 83 مباراة سجل خلالها 27 هدفًا. هذا وانتقل لاحقًا إلى نادي ريد بول سالزبورغ في موسم 2008–09 واستمر معه طيلة ثلاثة مواسم، مشاركًا في 40 مباراة سجل خلالها 13 هدفًا.

## وصلات خارجية
- روبين نيليسي على موقع الاتحاد الدولي (مؤرشف)  (الإنجليزية)
- روبين نيليسي على موقع قاعدة بيانات كرة القدم.إي يو (الإنجليزية)
- روبين نيليسي على موقع ناشيونال فوتبول تيمز (الإنجليزية)
- روبين نيليسي على موقع عالم كرة القدم.نت (الإنجليزية)